# Cuerauáperi
Cuerauáperi (del idioma purépecha: la que hace nacer) es el nombre de la diosa madre en la cultura purépecha o tarasca, la cual se estableció en el actual estado mexicano de Michoacán durante el Período Posclásico mesoamericano.

## Mitología
De acuerdo con la mitología de la cultura purépecha - muy especialmente del clan uacúsecha-, se considera a Cuerauáperi como la esposa del dios del fuego Curicaueri. Ella representa a la Luna y simboliza la dualidad de la vida y la muerte. Habitaba en Zinapécuaro, y sus cuatro hijas: Nube Roja, Nube Blanca, Nube Amarilla y Nube Negra fueron enviadas a los cuatro puntos cardinales. Ante la ausencia de sus hijas, la sequía y el hambre se hacían presentes, y por tal motivo a Cuerauáperi se la hacía responsable de estas calamidades, al no enviar a sus hijas a la región correspondiente.[cita requerida]
Cuando Cuerauáperi se presentaba como mujer ante los hombres, vestía cascabeles en las piernas, y en la cabeza una guirnalda de trébol con un ave. Los purépechas consideraban que la plata era el excremento de esta diosa. La forma de rendirle culto a la diosa era ofreciéndole sangre humana.

## Advocaciones
Bajo el nombre de Xarátanga  o Luna nueva, era la responsable de la germinación de las plantas. Habitaba en la casa central de Xarácuaro y se desplazaba a otras casas en los cuatro puntos cardinales. Se le ofrecían en sacrificios patos y codornices. Es descrita como una anciana que tenía un hijo llamado Mano-uapa. También se le consideraba diosa de la fertilidad bajo el nombre de Mauina.
En la región de Zacapu se le conoce bajo el nombre de Pehuame o "parturienta", es la diosa del parto y esposa del Sol poniente Querenda-angápeti.  Además de ser la señora de las parturientas, se le creía gobernadora de los hurínguequa, equivalente a los temazcales, lugares a los que las mujeres en estado de gravidez asistían frecuentemente en los días previos al parto.